# Klikařov
Klikařov je vesnice, část obce Neurazy v okrese Plzeň-jih v Plzeňském kraji. Nachází se asi jeden kilometr severně od Neuraz. Je zde evidováno 52 adres. V roce 2011 zde trvale žilo 72 obyvatel.
Klikařov je také název katastrálního území o rozloze 1,86 km².

## Historie
První písemná zmínka o vesnici pochází z roku 1551.

## Obyvatelstvo
| Rok            | 1869 | 1880 | 1890 | 1900 | 1910 | 1921 | 1930 | 1950 | 1961 | 1970 | 1980 | 1991 | 2001 | 2011 | 2021 |
| -------------- | ---- | ---- | ---- | ---- | ---- | ---- | ---- | ---- | ---- | ---- | ---- | ---- | ---- | ---- | ---- |
| Počet obyvatel | 232  | 243  | 236  | 223  | 256  | 244  | 223  | 172  | 161  | 138  | 113  | 98   | 92   | 72   | 92   |
| Počet domů     | 31   | 37   | 38   | 39   | 42   | 42   | 49   | 54   | 54   | 43   | 35   | 43   | 49   | 49   | 51   |

## Obecní správa
Při sčítání lidu v letech 1850–1959 Klikařov byl samostatnou obcí, se kterým patřil nejprve do okresu Přeštice, ale v roce 1950 v okrese Blovice. Od roku 1960 je částí obce Neurazy v okrese Plzeň-jih.

## Galerie

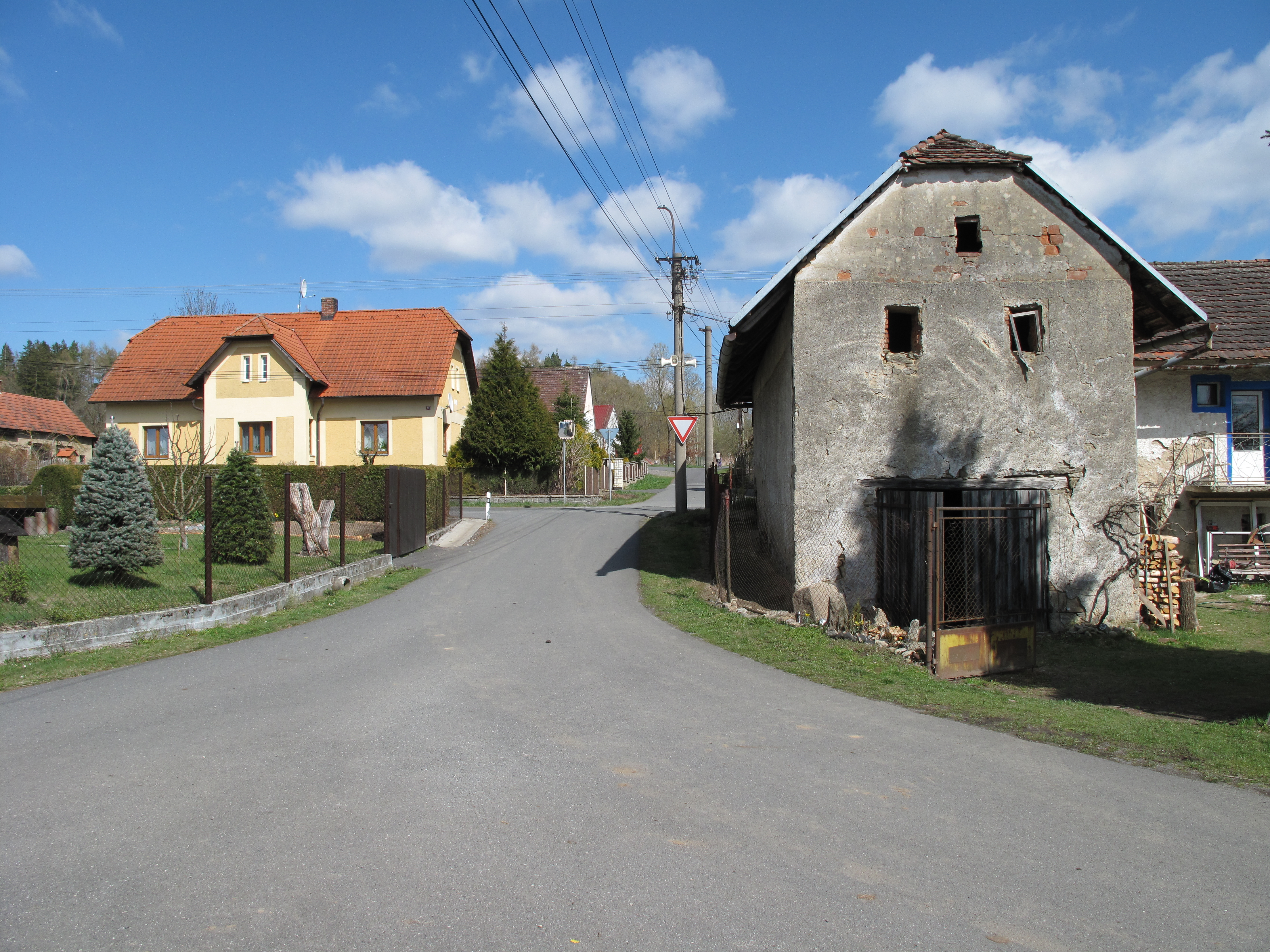
Domy u křižovatky
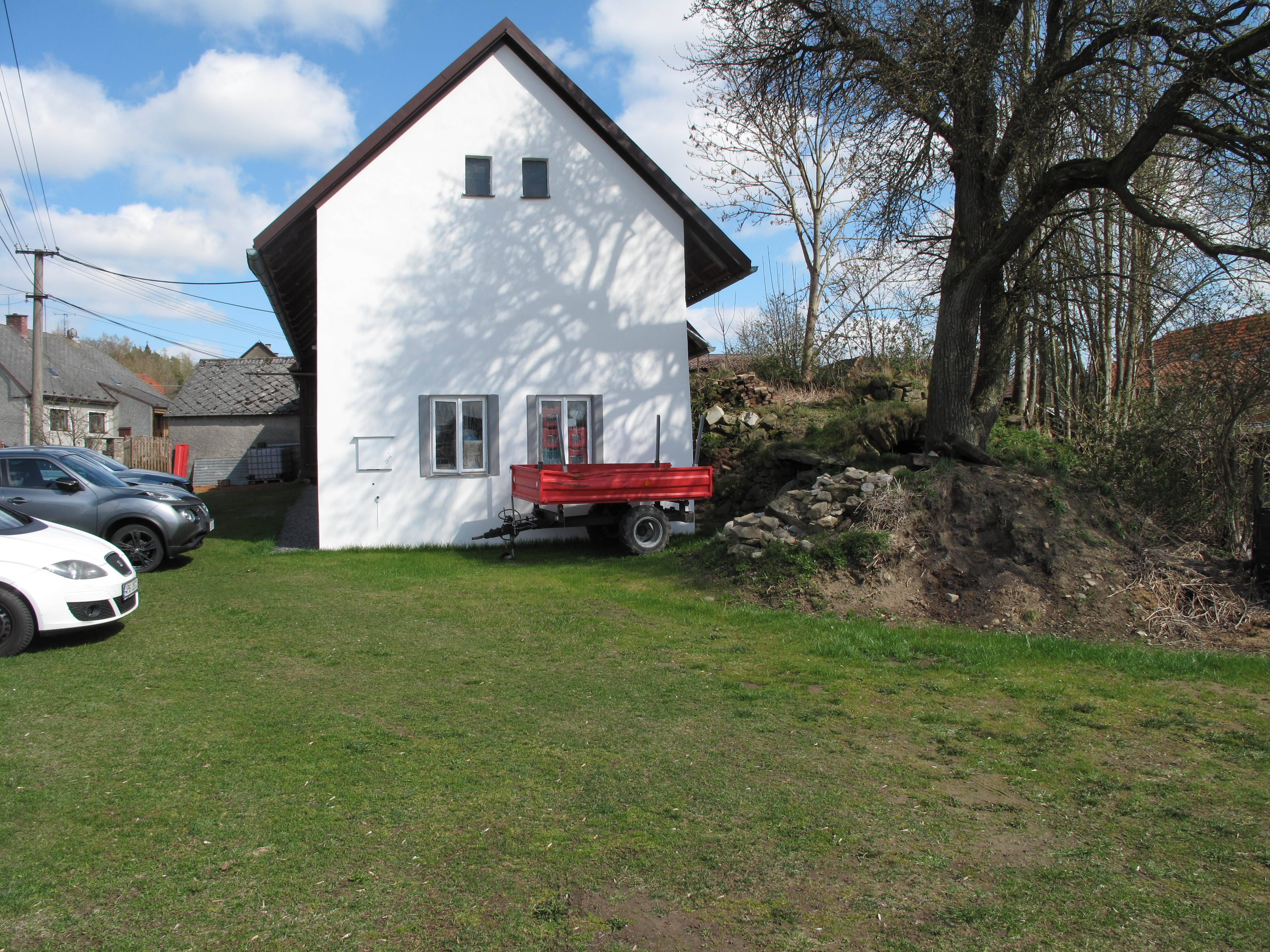
Stavení
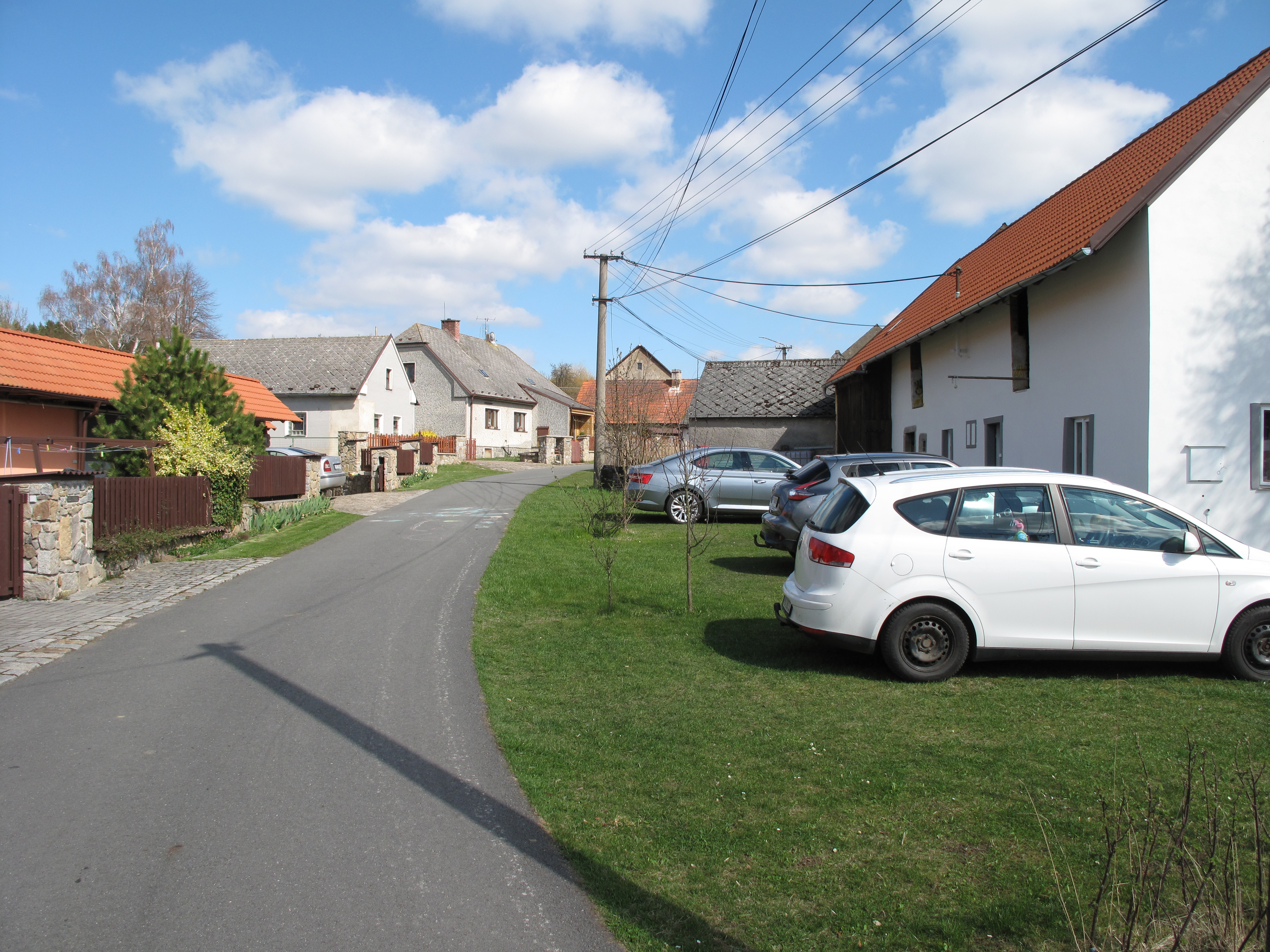
Cesta skrz ves
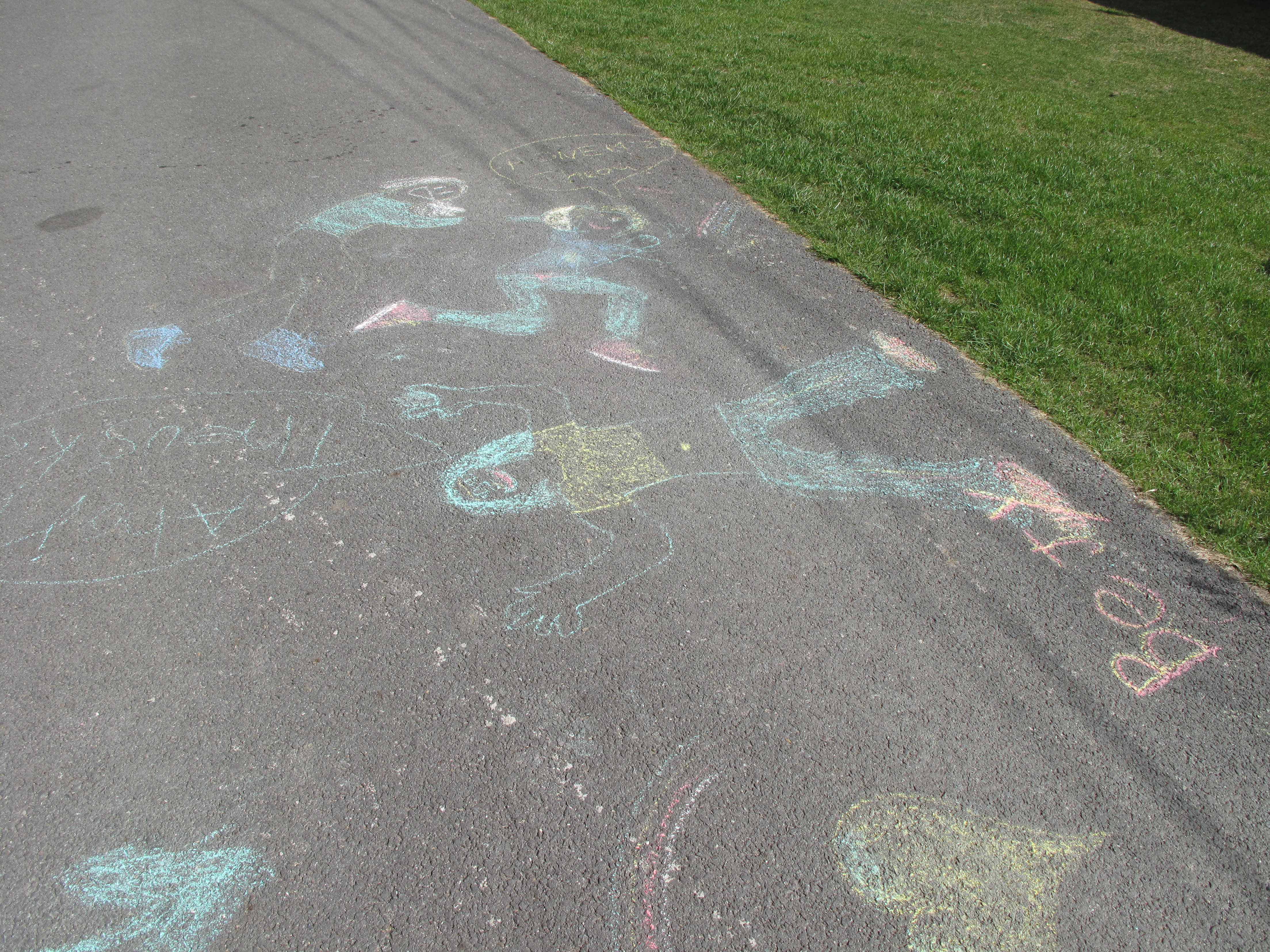
Dětské kresby na asfaltě (duben 2022)